# 裕木麻友
裕木麻友（日语：裕木まゆ，1995年3月26日—），日本前AV女優。

## 個人簡介
出身於東京都。喜歡看動畫和購物。
2013年11月以teamZERO的專屬女優身分出道。
2014年6月在SOD、2015年1月到5月在Wanz Factory當專屬女優。之後脫離專屬女優變成企劃單體女優。之後暫停活動。
2017年12月15日在Twitter上宣布以「吉良いろは（きら いろは）」為新藝名並重新開始AV女優的活動。所屬事務所是C-more ENTERTAINMENT。
2018年10月30日改名為「まゆのゆま」。
2019年2月23日在職業摔角『BWP NEXT01』中亮相。
2019年11月17日在個人的Twitter上宣布，將於2019年12月的工作結束後自AV界引退。

## 外部連結
- 裕木まゆのFlower Meaning of Clover （页面存档备份，存于） - 官方部落格
- 裕木まゆ特設ページ，存于 - Wanz Factory
- まゆのゆま的X（前Twitter）